# Haddon Heights
Haddon Heights és una població dels Estats Units a l'estat de Nova Jersey. Segons el cens del 2006 tenia 7.365 habitants.

## Demografia
Segons el cens del 2000, Haddon Heights tenia 7.547 habitants, 3.039 habitatges, i 2.039 famílies. La densitat de població era de 1.879,9 habitants/km².
Dels 3.039 habitatges en un 30,6% hi vivien nens de menys de 18 anys, en un 56,4% hi vivien parelles casades, en un 8,2% dones solteres, i en un 32,9% no eren unitats familiars. En el 28,5% dels habitatges hi vivien persones soles el 14,7% de les quals corresponia a persones de 65 anys o més que vivien soles. El nombre mitjà de persones vivint en cada habitatge era de 2,48 i el nombre mitjà de persones que vivien en cada família era de 3,09.
Per edats la població es repartia de la següent manera: un 24,1% tenia menys de 18 anys, un 5,3% entre 18 i 24, un 28,2% entre 25 i 44, un 24,2% de 45 a 60 i un 18,2% 65 anys o més.
L'edat mediana era de 41 anys. Per cada 100 dones de 18 o més anys hi havia 86,3 homes.
La renda mediana per habitatge era de 58.424 $ i la renda mediana per família de 73.460 $. Els homes tenien una renda mediana de 51.572 $ mentre que les dones 35.208 $. La renda per capita de la població era de 28.198 $. Aproximadament l'1% de les famílies i el 2,8% de la població estaven per davall del llindar de pobresa.

## Poblacions més properes
El següent diagrama mostra les poblacions més properes.